# Friedrich Ritter (Heimatforscher)
Friedrich Nathanael Julius Ritter (* 13. August 1856 in Leer; † 8. April 1944 in Emden) war ein deutscher Heimatforscher sowie Gymnasialprofessor.

## Leben
Friedrich Ritter wurde am 14. August 1856 als Sohn eines Gymnasiallehrers in der ostfriesischen Stadt Leer geboren, wo er auch aufwuchs. Nach seiner schulischen Ausbildung studierte er an der Universität Göttingen und promovierte an dieser zum Dr. phil. In weiterer Folge kam er als 26-Jähriger, nachdem er im Jahre 1881 die Lehrbefähigung erhalten und für rund ein Jahr in Hildesheim gewirkt hatte, nach Emden, wo er die nächsten 62 Jahre bis zu seinem Tod verbrachte. Hier unterrichtete der spätere Oberstudienrat bis zu seiner Pensionierung im Jahr 1921 am Wilhelmsgymnasium Emden. Auch nach seiner Pensionierung machte sich Ritter, der bis zu seinem Lebensende ein Junggeselle blieb, um die Heimatforschung und Stadtgeschichte von Emden verdient. Seinen Forschungsschwerpunkt legte er hierbei vor allem auf die heroische Epoche der Stadt im 16. und 17. Jahrhundert. So kannte er aus dieser Zeit jeden Bewohner und jedes Haus, da er in den 1880er Jahren systematisch die Emder Kontraktenprotokolle aus dem Königlich Preußischen Staatsarchiv Aurich, die Emder Rats- und Kämmereiregistratur aus dem Stadtarchiv und die Kirchenratsprotokolle und -bücher der Kirchengemeinden durchgesehen und in unzähligen Notizen festgehalten hatte. Bis ins hohe Alter forschte er an der Stadtgeschichte Emdens.
Seine ersten Schriften stammen aus den frühen 1880er Jahren und gehen in etwa bis in die 1930er Jahre. Neben der Schule hatte Ritter seinen zweiten Lebensmittelpunkt in der Gesellschaft für bildende Kunst und vaterländische Altertümer zu Emden, bei der er von etwa 1890 bis 1930 die tonangebende Figur war. Den Vorsitz der Gesellschaft hat er jedoch nie angestrebt, da das gesellschaftliche Auftreten nicht zu seinen Stärken zählte. Bei der Kunst, so der einfache Kurzname der Gesellschaft, trat er als Redakteur der Jahrbücher in Erscheinung und ließ dabei in vielen Anmerkungen zu Aufsätzen eigene Kenntnisse einfließen. Mit den sogenannten Upstalsboom-Blättern schuf Ritter im Jahr 1910 neben den Jahrbüchern der Gesellschaft ein zweites Organ. Zeitlebens hatte Ritter nie eine zusammenfassende Darstellung vorgelegt oder gar ein Buch verfasst; stattdessen hatte er jedoch unzählige Beiträge in den Jahrbüchern geleistet oder Beiträge in anderen Formaten wie zum Beispiel dem Algemeen Nederlandsch familieblad, in Alt-Emden. Heimatblätter aus Ostfriesland oder dem Bremischen Jahrbuch verfasst.
Ritter galt als ein typischer Positivist des 19. Jahrhunderts, der eine Vorliebe für Einzelheiten in seiner Forschung hatte. Spätere Vorwürfe gegen ihn besagten, dass er deshalb „wahllos alles gesammelt“ hätte, was sich jedoch heute, aufgrund schwerer Verluste in den Sammlungen der Gesellschaft, nicht mehr nachprüfen lässt. Aufgrund seiner Kenntnisse war es für Ritter ganz verständlich, dass alle Anfragen zur Emder Geschichte von ihm beantwortet wurden. Die städtischen Gremien Emdens hatten keinen Stadtarchivar angestellt und ließen somit den Privatmann Ritter, der stets freien Zutritt zum Stadtarchiv hatte, in eben diesem walten. Somit war er auch der einzige, der sich in dessen Beständen auskannte und somit das Gefühl erhielt, dass er alleine für diese Arbeiten berufen sei. Bald erlangte die Kunst, die 1820 eigentlich als Museumsverein gegründet worden war, dank Ritter den unbestrittenen Ruf, die Heimstatt für die ostfriesische Geschichtsforschung zu sein. Weil Ritter und einige Kollegen die Stadt Emden mit ganz Ostfriesland gleichsetzten, kam schon bald Missmut auf.
Bereits 1886 beantragte die Stadt Emden – vermutlich unter Zutun Ritters – das nahezu vergessene Königlich Preußische Staatsarchiv Aurich nach Emden zu verlegen. Dies wurde in weiterer Folge jedoch nicht genehmigt; vier Jahre später wurde jedoch zum bestehenden Archiv ein weiteres Gebäude errichtet, in dem ab 1897 der erste Archivar beschäftigt wurde. Somit entstand ein zweiter Mittelpunkt ostfriesischen Geschichtsbetriebs, auf welchen Ritter mit Eifersucht reagiert hat. Dies zeigte er auch dadurch, dass er derart auf Emden festgelegt war, dass er nur dort veröffentlichte. Als 1910 die Historische Kommission für Niedersachsen und Bremen gegründet wurde und die Kunst ein Gründungsmitglied dieser Kommission war, saß Ritter für sie in deren Ausschuss. Dort trat er jedoch kaum in Erscheinung, sodass nicht einmal nach seinem Ableben in der Kommission seiner gedacht wurde. Mit fortschreitendem Alter Ritters soll auch der Umgang mit ihm immer schwieriger geworden sein. So wurde 1926 sein 70. Geburtstag zwar allgemein gefeiert, jedoch wurde ihm nicht mitgeteilt, dass er nun anderen Platz machen müsse.
Mit der Neuordnung der Sammlungen der Kunst, mit der Ende der 1920er Jahre Jan Fastenau beauftragt worden war, kam es zur Krise, da er schon bald mit Ritter uneins geworden war. Nach der Machtergreifung der Nationalsozialisten 1933 wurde versucht, Ritter mit dem 1886 in Emden geborenen Verleger und Historiker Louis Hahn ruhig zu stellen. Als Halbjude wurde Ritters Rücktritt als stellvertretender Vorsitzender der Kunst erzwungen; gleichzeitig entzog man ihm die Benutzung des Stadtarchivs. Vergebens versuchte Ritter, der den Nationalsozialisten von Anfang an unsympathisch gegenüberstand, Protest bei Anton Kappelhoff einzulegen. Kappelhoff hielt noch die Dienstagssitzungen der Kunst offen, konnte aber nicht verhindern, dass man es Ritter verwehrte, seinen letzten Aufsatz, in dem er Otto Friedrich von Wicht als Stecher von Trachtenbildern nach dem Manninga-Buch nachweisen wollte, im Jahrbuch der Kunst zu drucken.
Am 8. April 1944 starb Ritter im Alter von 87 Jahren in Emden und wurde an der Seite von Franziska Ritter (1858–1934) auf dem Emder Bolardusfriedhof beerdigt. Er hinterließ einen umfangreichen Nachlass, der als „nicht ausbeutbare Fundgrube zur ostfriesischen Geschichte“ gilt. Aus Verärgerung über die Behandlung durch die Emdener Stadtregierung und die Nationalsozialisten hatte er seinen Nachlass nicht der Stadt vermacht, sondern diesen der reformierten Kirche überlassen. Über diese gelangte der wissenschaftliche Nachlass Ritters, der während des Zweiten Weltkrieges völlig durcheinander geraten war, im Jahre 1950 in das Staatsarchiv Aurich. Bis zu seinem Tod war Ritter mit dem Journalisten, Chefredakteur und Heimatforscher Hermann Abels befreundet, was auch aus seinem Nachlass hervorgeht.